# ماترونات

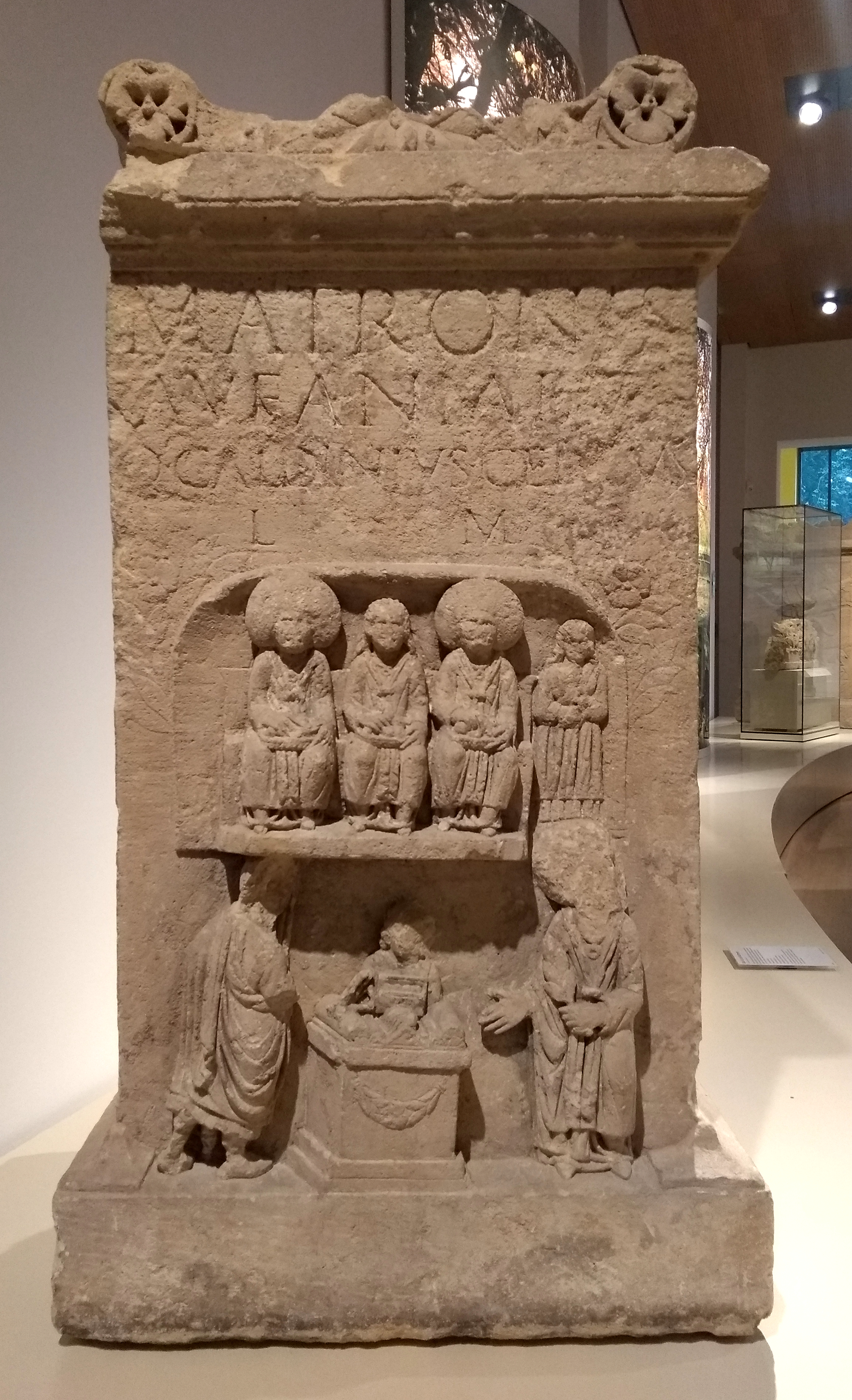
مذبح ماترونات أوفانيا ، الموجود تحت دير بون

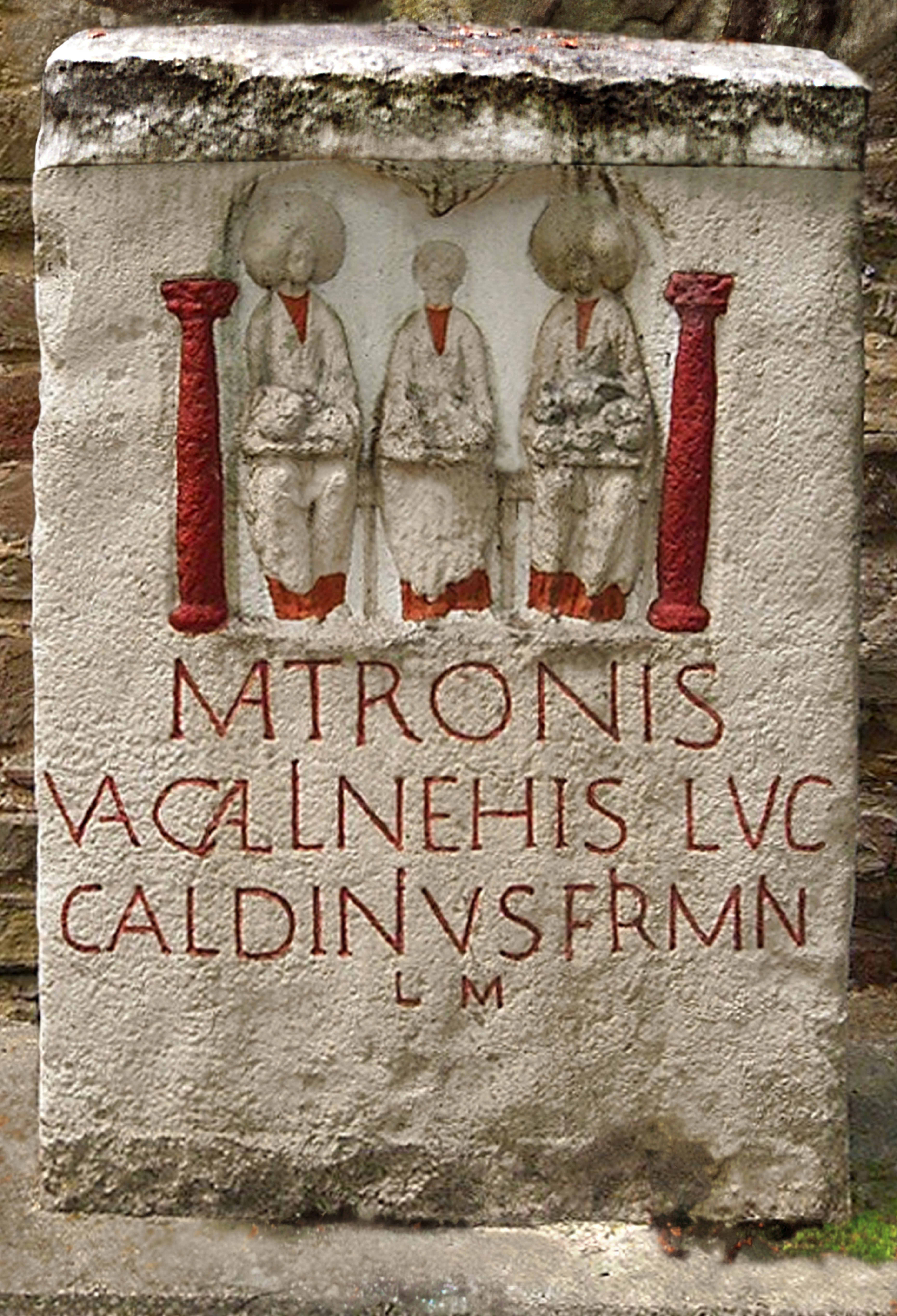
حجر كرسه لوسيوس كالدينيوس فيرمينيوس إلى ماترونات مشرنيش-فايير

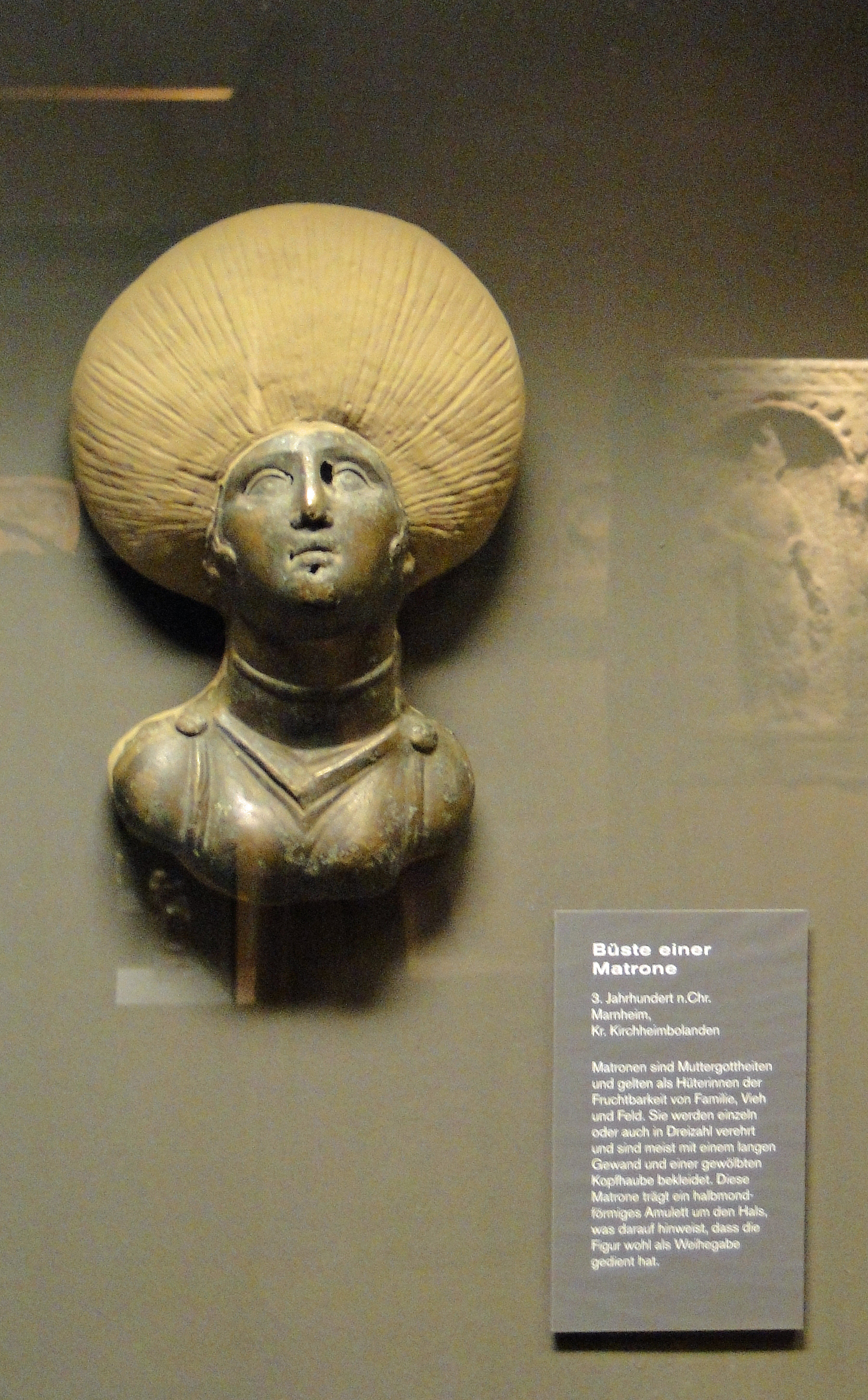
تمثال نصفي لمترونا من مارنهايم (القرن الثالث الميلادي)

ماترونات ( بالاتينية matrona "أم العائلة، سيدة نبيلة" مشتقة من "mater"، أم) ترد التسمية في حالة الجمع فقط، في الغالب ثالوث ، هن الآلهة الأمهات عند الرومان والديانة الجرمانية والكلتية. أمكن التعرف عليهم من خلال النقوش والتمثيلات التصويرية، إذ أن المصادر القديمة المكتوبة عنهن مفقودة.
صُوّرن على نُصب نذرية ومذابح على شكل مجموعة لثلاثة جالسات، خاصة في المقاطعات الشمالية الغربية والشمالية الشرقية من الإمبراطورية الرومانية وكذلك في بلاد الغال وشمال إسبانيا وشمال إيطاليا .

## التمثيلات المصورة والنقوش
في منطقة مقاطعة ألمانيا السفلى الرومانية السابقة وحدها عُثر على أكثر من 800 نصب ماترونات حتى الآن، كثير منها في جنوب راينلاند ، كما عُثر على المزيد من أنصاب التكريس في جنوب فرنسا وجنوب إيطاليا . تحمل جميعها نقوشًا لاتينية تُرجمت فيها أسماء المتبرعين المحليين إلى اللاتينية ( التحويل اللاتيني )، ولكن هناك أيضًا العديد من المتبرعين بأسماء رومانية بحتة.
أقدم ما اكتشف من النقوش يعود تاريخه إلى ما بين 70 و89 م. في أندرناخ،  وآخرها لسنة 240م.
هناك حوالي 70 لقابًا معروفًا لهذه الإلهات في النقوش؛ والأشخاص الذين كرسوها يحملون أسماء رومانية وكلتية وجرمانية، بحيث يتم التحدث عنها على أنها عبادة غالو رومانية-جرمانية. ومع ذلك، يبدو أن الشعوب الجرمانية قد تبنتها من الكلت في منطقة الراين. 
كان التبرع بأنصاب الإلهات عادةً لاستحضار الحماية للأسرة أو الخصوبة أو النجاح المهني أو كشكر للخلاص من الخطر أو المرض. لم يتم توثيق كيفية عبادتهن أو ما إذا كنّا يعبدن، ولكن الاختصار "V S L M" (Votum Solvit Libens Merito: "وفّي النذر بسرور وجدارة"، اختصار L M) يمكن العثور عليه على العديد من أنصاب الماترونات. وتشير مثل هذه النذور إلى استدعاء الماترونات للحماية والمساعدة والبركة بالمعنى الأوسع.
تُظهِر أنصاب التكريس ذات النقوش التصويرية في مقاطعة جرمانيا السفلى الماترونات على وجه الحصر تقريبًا كثالوث: في المنتصف امرأة أصغر سنًا ذات شعر مُرسل يصل إلى الكتفين، وعلى يسارها ويمينها امرأتان كبيرتان بأغطية رأس واضحة. تحمل النساء المُصورات جالسات سلالًا صغيرة من الفاكهة أو الزهور أو سنابل القمح أو صناديق البخور . ويرتبط هذا الثالوث الأنثوي بدرجة التقدم بالسن من الأنثى الشابة إلى الأم إلى العجوز .

## عبادة الماترونات
في كثير من الحالات، لم تكن الحجارة النذرية والمذابح معالمًا قائمة بذاتها، ولكن غالبًا ما جرى إنشاؤها بارتباط مع مراكز العبادة أو مجمعات المعابد.
لا يُعرف سوى القليل عن الشكل المحدد لعبادة الماترونات؛ فقد انتشرت من خلال الفيالق الرومانية ، وخاصة الأفراد العسكريين الجرمانيين والمستوطنين. بالإضافة إلى ما يسمى بسلال الفاكهة (التفاح، الرمان، الكمثرى، أكواز الصنوبر)، التي تحملها السيدات على حضنهن، وأحيانًا صندوق الكنز، هناك أيضًا صور لمشاهد القرابين والبخور والقرابين الحيوانية مثل الخنازير والأسماك. . الإضافات الأخرى هي النباتات والأشجار وقرون الوفرة (مرة أخرى مع الرمان والكمثرى وأقماع الصنوبر) والأطفال. ربما يشير تصوير الماترونات إلى الأحداث الدورية في الطبيعة والمواسم والخصوبة العامة.

## أسماء الماترونات
في جميع النقوش الموجودة على أحجار الماترونات، عادةً ما يكون جزءًا من الاسم "Matronae" أو "Matres" أو "Deae" مصحوبًا بلقب، ويختلف تكرار الأسماء التي تظهر بشكل كبير. في حين أن معظمها يرد مرة واحدة فقط، توجد في مناطق أخرى مناطق تركيز قد تشير إلى مراكز عبادة . وفي كثير من الحالات، لم يعد من الممكن تفسير الأسماء. وبالنسبة لبعض الاسماء والألقاب، يمكن استخلاص استنتاجات حول نوع ووظيفة الآلهة ؛ فهناك آلهة حماية مختلفة، وآلهة الينابيع والمياه.

## هوامش
1. ↑  CIL XIII, 7681
2. ↑  Matthias Egeler: Kontinuitäten, Brüche und überregionale Verflechtungen: Kult und Religion in der alten Germania. In: Germanen. Eine archäologische Bestandsaufnahme. Katalog zur Ausstellung des Museums für Vor- und Frühgeschichte Berlin und des LVR LandesMuseums Bonn. Wiss, Buchgesellschaft, Darmstadt 2020, S. 195 ff., hier: S. 207 f.
3. قالب:RGA
4. Wolfgang Spickermann: Romanisierung und Romanisation am Beispiel der germanischen Provinzen Roms. In: Ralph Häussler (Hrsg.): Romanisation et épigraphie. Études interdisciplinaires sur l'acculturation et l'identité dans l'Empire romain (= Archéologie et histoire romaine. Band 17). Editions Monique Mergoil, Montagnac 2008, ISBN 978-2-35518-007-1, S. 307–320, hier S. 314.

Zitiert in: Frank Biller (1 أكتوبر 2012). "Die Matronenverehrung in der südlichen Germania inferior". Portal rheinische Geschichte. Landschaftsverband Rheinland (LVR). اطلع عليه بتاريخ 2014-04-10. Neueren Zählungen zufolge stammen bislang ungefähr 1.600 Dedikationen aus dem Gebiet der ehemaligen niedergermanischen Provinz. Etwas mehr als die Hälfte davon wandten sich an die Matronen[2]. {{استشهاد ويب}}: تجاهل المحلل الوسيط |kommentar= لأنه غير معروف (مساعدة)
5. Dauerausstellung (8 ديسمبر 2010). "Matronenkult im römischen Germanien". Universität Marburg, Religionskundliche Sammlung. اطلع عليه بتاريخ 2014-04-10.